# 坂市
坂市（さかいち）は、青森県弘前市の大字で、旧中津軽郡相馬村の大字。郵便番号は036-1511。

## 地理
当地を坂市川・坂市沢、東を相馬川が流れ、東部を青森県道129号関ケ平五代線が縦貫する。北は紙漉沢、東は水木在家、南は藤沢、西は平山に接する。

### 小字
小字として亀田・坂市沢がある。

## 沿革
- 1879年（明治12年） - 当地の物産は米・大豆・薪・たばこであった。
- 1889年（明治22年） - 坂市村から相馬村の大字になる。
- 1891年（明治24年） - 当時の記録では人口161で、戸数20、厩16であった。
- 2006年（平成18年） - 弘前市への合併とともに弘前市の大字になる。

## 世帯数と人口
2017年（平成29年）6月1日現在の世帯数と人口は以下の通りである。
| 大字             | 世帯数 | 人口  |
| ---------------- | ------ | ----- |
| 坂市（小字全域） | 85世帯 | 178人 |

## 施設

### 福祉
- グループホームりんご座
- 老人ホーム長慶苑

### その他
- 一丁木地区農業集落排水処理施設

## 小・中学校の学区
市立小・中学校に通う場合、学区は以下の通りとなる。
| 大字 | 番地 | 小学校             | 中学校             |
| ---- | ---- | ------------------ | ------------------ |
| 坂市 | 全域 | 弘前市立相馬小学校 | 弘前市立相馬中学校 |

## 交通
- 弘南バス

坂市、坂市沢入口（弘前 - 相馬・藍内線）停留所。